# Las Vicarías
Die Comarca Las Vicarías ist eine der zwölf Comarcas in der Provinz Soria der autonomen Gemeinschaft Kastilien und León.
Sie umfasst 5 Gemeinden auf einer Fläche von 263,53 km² mit dem Hauptort Monteagudo de las Vicarías.

## Gemeinden
| Gemeinde                   | Einwohner (2024) | Fläche km² | Dichte Einw./km² | Cod INE | Postleitzahl |
| -------------------------- | ---------------- | ---------- | ---------------- | ------- | ------------ |
| Cañamaque                  | 27               | 22,94      | 1                | 42050   | 42220        |
| Fuentelmonge               | 61               | 42,24      | 1                | 42088   | 42220        |
| Monteagudo de las Vicarías | 177              | 97,04      | 2                | 42119   | 42269        |
| Serón de Nágima            | 122              | 60,16      | 2                | 42171   | 42127        |
| Torlengua                  | 45               | 41,15      | 1                | 42184   | 42220        |
| Comarca Las Vicarías       | 432              | 263,53     | 2                | –       | –            |